# Oireachtas
El Oireachtas (pronunciado [ˈɛɾʲaxt̪əs], /ériajtas/) es el poder legislativo de Irlanda. 
Está compuesto por:
- el presidente de Irlanda, jefe de Estado;
- y las dos Cámaras del Oireachtas (Tithe an Oireachtais)[1]
  - la Asamblea (Dáil Éireann);
  - el Senado (Seanad Éireann).

Es un caso de bicameralismo asimétrico, ya que la Asamblea posee más atribuciones que el Senado. La sede de ambas Cámaras se encuentra en el Leinster House, en el centro de Dublín.

## Etimología
El término oireachtas deriva de la palabra irlandesa antigua airech, que significa «noble». La primera vez que se utilizó dicha palabra en un organismo legislativo fue con la fundación del Estado Libre Irlandés.

## Composición
La Constitución de Irlanda promulgada en 1937 establece que:

El Parlamento Nacional se llamará Oireachtas, nombre con el que se designará en la presente Constitución. El Oireachtas estará constituido por el presidente y dos cámaras: una Cámara de Representantes, llamada Dail Ereann, y un Senado, llamado Seanat Ereann. Las Cámaras del Oireachtas se reunirán en la ciudad de Dublín o en sus cercanías o en cualquier otro lugar que de vez en cuando determinen.
Artículo 15 de la Constitución de la República de Irlanda

### Asamblea
El Dáil Éireann, la cámara baja, es elegida directamente mediante el sufragio universal de todos los irlandeses y además por los ciudadanos británicos que han residido en la República de Irlanda durante al menos 8 años. La ley electoral irlandesa establece que el Dáil es elegido aproximadamente cada 5 años. Sin embargo, la cámara puede ser disuelta por el Presidente de Irlanda, quien llama a elecciones generales anticipadas. El Dáil es elegido siguiendo los parámetros de una representación proporcional usando el sistema del Voto único transferible. Desde 1981 hay 166 miembros del Dáil Éireann.

### Senado
El Senado de Irlanda se compone de 60 senadores elegidos a través de distintas vías:
- 43 senadores elegidos indirectamente por un colegio electoral compuesto por los diputados del Dáil Éireann, los concejales de los condados y los miembros del Senado en la legislatura saliente. Completa un electorado que ronda los 2000 votantes divididos en distintos paneles vocacionales según la profesión del elector.
- 11 senadores designados por el presidente de Irlanda a propuesta del Taoiseach.
- 3 senadores elegidos internamente por la Universidad de Dublín, debiendo haberse graduado en dicha universidad.
- 3 senadores elegidos internamente por la Universidad Nacional de Irlanda, debiendo haberse graduado en dicha universidad.

### Colegislación presidencial
Al igual que en otras repúblicas, el Presidente de Irlanda puede presentar proyectos de ley, además de poder darle urgencia en ocasiones extraordinarias. Según la actual Constitución irlandesa, el presidente de la República es parte integra del proceso legislativo irlandés y por tanto del Oireachtas, aunque no puede participar directamente en los debates internos de las cámaras.

## Proceso legislativo
Las cámaras del Oireachtas se organizan a través de una "bicameralidad asimétrica", esto quiere decir que una de las ramas del Parlamento posee mayores atribuciones que la otra en la formación de leyes. Dicha organización parlamentaria se utiliza también en otros Estados parlamentarios como España, Alemania o el Reino Unido, donde la cámara baja dirige las mayorías para formar gobierno, mientras que la cámara alta se convierte en un órgano de carácter consultivo. En gran medida los poderes del Estado irlandés se guían por las directrices del Sistema de Westminster, aunque a diferencia de otras naciones que ocupan dicho sistema, Irlanda no pertenece a la Mancomunidad de Naciones vinculada al Reino Unido.

### Proyectos de ley
Según la actual Constitución irlandesa en su Artículo 20, tanto senadores como los miembros del Dáil pueden presentar proyectos de ley de distinta índole ante sus respectivas cámaras. Sin embargo, los senadores no pueden presentar proyectos de ley sobre asuntos financieros (entendiéndose como "asuntos financieros" a los establecidos en el artículo constitucional 22). De esta manera el debate y la aprobación o rechazo de la ley de presupuestos solo pasa por la cámara baja. Es rol del presidente del Dáil — llamado oficialmente Céann Comhairle — pronunciarse si un proyecto de ley abarca temas financieros, para evitar un mal uso de dicha restricción al Senado. La cámara alta puede solicitarle al Presidente de Irlanda si instaurar un Comité de Privilegios que establezca si efectivamente dicho proyecto debe o no debe pasar por el Senado. La decisión de dicho comité es inapelable para los senadores.

### Plazos de debates
En Irlanda todos los proyectos de ley que fueron aprobados por el Dáil Éireann, con excepción de las leyes financieras, pasan a debatirse en el Senado. Sin embargo, si dicha ley no es votada por los senadores en los siguientes 90 días, la ley puede declararse como aprobada por el Senado en el caso de que los diputados en los subsiguientes 80 días así lo pronuncien. La Constitución también establece que si un proyecto de ley es de "urgente aplicación" para el Gobierno de Irlanda, el Taoiseach (primer ministro) puede solicitarle al Presidente de la República acortar el plazo de debate de dicha ley en el Senado, sin embargo para ello el premier debe conseguir la aprobación previa tanto de los miembros del Dáil como la aprobación personal del propio Presidente. En el caso de que dicha ley llegue a aprobarse en el Senado, solo se haría efectiva durante 90 días. Durante ese lapso las cámaras deben decidir si dejar dicha ley como provisional o bien aprobarla de manera permanente. Debido a estas dos circunstancias establecidas, el Senado de Irlanda solo puede de manera efectiva debatir y modificar los proyectos de ley, sin embargo si los senadores rechazan un proyecto, los diputados pueden revertir dicha decisión.

### Firma y promulgación de leyes
Todos los proyectos de ley aprobados deben recibir la firma del Presidente de Irlanda para su promulgación y ejercicio. Constitucionalmente el presidente tiene tres opciones:
- Firmar la ley, ya que su veto presidencial es reversible por el parlamento.
- Someter la ley a un referéndum de votación popular en el caso de que el mandatario estime que dicha legislación es de "trascendencia nacional". La constitución permite a los parlamentarios y especialmente al Taoiseach solicitarle al presidente el plebiscito. Aunque usualmente el presidente accede a las solicitudes del primer ministro, el Gobierno de Irlanda no tiene un poder efectivo en el caso de que el presidente se oponga a la iniciativa.
- Llevar por precaución la ley ante el Tribunal Supremo, el cual revisará si la ley es contraria o no a la Constitución. En este caso el presidente no puede firmar la ley hasta que el tribunal se pronuncie al respecto.